# Tony Jeffries
Pour les articles homonymes, voir Jeffries.
Tony David Jeffries est un boxeur britannique né le 2 mars 1985 à Sunderland.

## Biographie
En 2008, il remporte la médaille de bronze aux Jeux olympiques de Pékin dans la catégorie des poids mi-lourds après avoir perdu contre l'Irlandais Kenneth Egan en demi-finales.  Dès l'année suivante, il entame une carrière professionnelle, gagnant neuf de ses dix combats. Mais en 2012, il doit prendre sa retraite sportive en raison d'une blessure à la main.